# Fuso orario

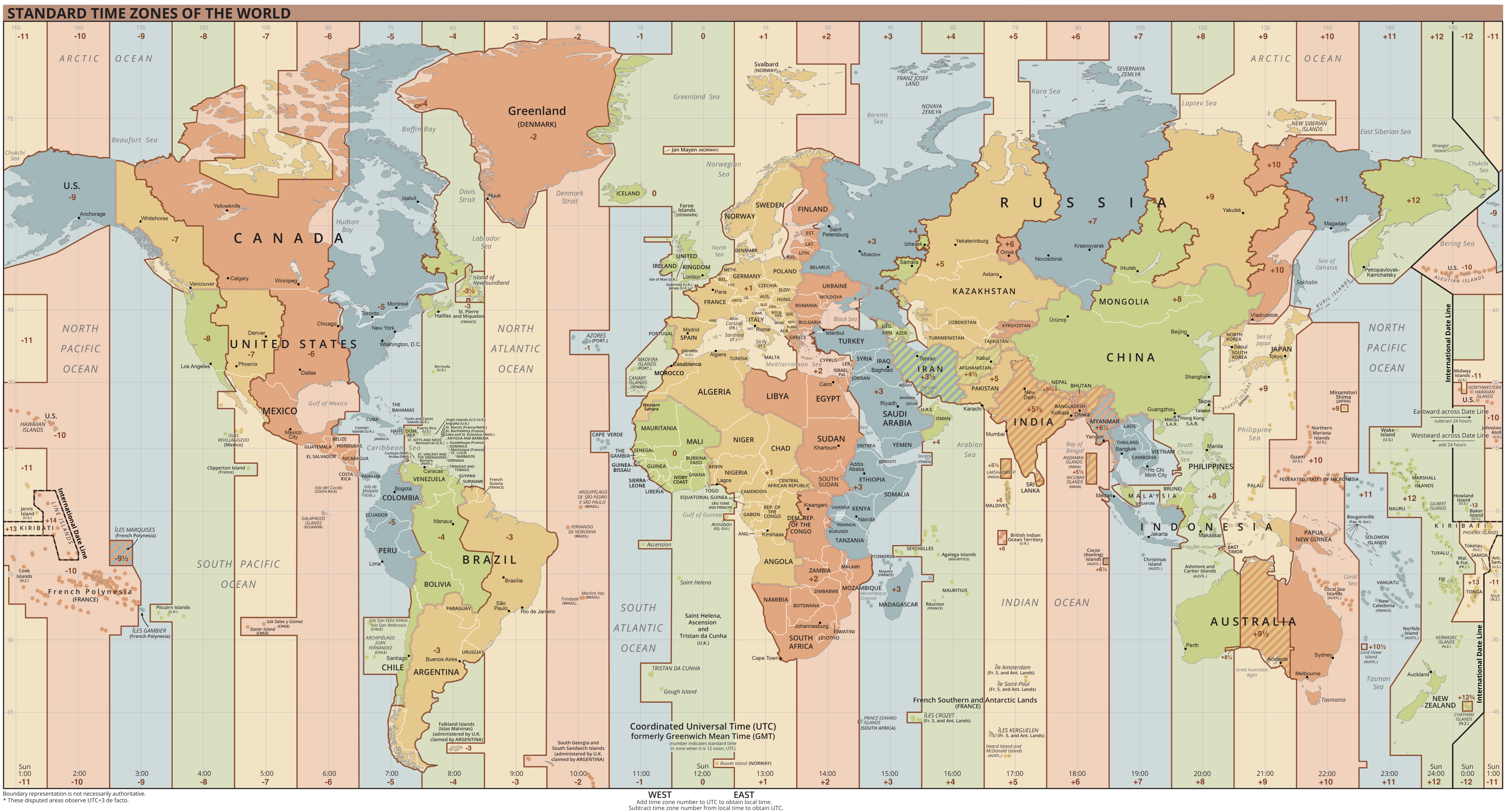
Planisfero dei fusi orari aggiornato a novembre 2023

I fusi orari sono porzioni longitudinali della superficie terrestre comprese tra due o più meridiani, che adottano lo stesso orario per scopi legali, economici e sociali. Prima della loro introduzione, nelle varie aree del pianeta si utilizzava l'ora solare locale (media o vera).
I fusi orari, unificando una fascia o una zona, permettono di regolare gli orologi di una regione o di uno stato sull'ora solare media del meridiano centrale del fuso in cui la zona si trova. Inizialmente, il mondo era suddiviso in 24 zone temporali, ciascuna delle quali copriva 15° di longitudine, con un proprio fuso orario e differiva da quella adiacente per un'ora. Successivamente, principalmente per ragioni politiche, si crearono 39 fusi orari, tuttora in uso.
La maggior parte dei fusi si discosta dal Tempo Coordinato Universale (UTC) per un numero intero di ore, da UTC-12 (isole Baker e Howland) a UTC+14 (isole della Linea); alcuni, tuttavia, presentano uno scostamento di 30 o 45 minuti (ad esempio il fuso orario di Terranova è UTC-3:30 e quello del Nepal è UTC+5:45).
Alcuni stati adottano l'ora legale per parte dell'anno, solitamente anticipando l'orario di un'ora. Molti fusi orari terrestri sono spostati verso est rispetto ai corrispondenti fusi orari nautici, creando così un effetto di ora legale permanente.

## Caratteristiche e aggiustamenti
Considerando la Terra come un geoide, e tenendo presente che la rotazione terrestre si compie in circa 24 ore, dividendo i 360° della rotazione per 24 si può immaginare la superficie sferica divisa in 24 "spicchi" di 15° ciascuno, percorsi in un'ora. Questi spicchi sono chiamati "fusi orari", e per convenzione si assume che in tutto il fuso viga l'ora del meridiano centrale, quello che divide il fuso esattamente a metà.
I fusi orari sono quindi centrati sui meridiani con longitudine multipla di 15°; i confini delle zone di fuso orario risultano però irregolari, poiché generalmente seguono i confini degli stati.
Tutti i fusi orari sono definiti in relazione al Tempo Coordinato Universale (UTC). Il riferimento è il meridiano primo (longitudine 000) che attraversa l'Osservatorio reale di Greenwich, a Londra. Per questo motivo l'espressione "Tempo medio di Greenwich" (GMT) viene ancora frequentemente utilizzata (dalla BBC ad esempio) per indicare l'"orario base" rispetto al quale sono definiti gli altri fusi orari. UTC è, comunque, il termine ufficiale per l'orario attuale misurato con gli orologi atomici, distinto da quello determinato dall'osservazione astronomica che veniva effettuata a Greenwich.
A essere precisi, GMT (UTC) è l'ora locale di Greenwich solo tra le 01:00 UTC dell'ultima domenica di ottobre e le 01:00 UTC dell'ultima domenica di marzo. Per il resto dell'anno l'ora locale è UTC+1 (a causa dell'ora legale).
L'ora di un luogo è indicata con riferimento all'UTC. Ad esempio:
- Roma: UTC+1 (ovvero se sono le 12:00 UTC, allora sono le 13:00 a Roma)
- Los Angeles: UTC-8 (ovvero se sono le 12:00 UTC, allora sono le 04:00 a Los Angeles)
- Mumbai: UTC+5:30 (ovvero se sono le 13:00 UTC, allora sono le 18:30 a Mumbai)
- Seul: UTC+9 (ovvero se sono le 11:00 UTC, allora sono le 20:00 a Seul)
- Pechino: UTC+8 (ovvero se sono le 12:00 UTC, allora sono le 20:00 a Pechino)

Quando l'aggiustamento dovuto ai fusi orari determina un'ora che oltrepassa la mezzanotte, la data locale è spostata al giorno successivo. Alcuni esempi:
- Il Cairo: UTC+2 (ovvero se sono le 23:00 UTC di lunedì 15 marzo, allora l'ora del Cairo è la 01:00 di martedì 16 marzo)
- Auckland: UTC+12 (ovvero se sono le 21:00 UTC di mercoledì 30 giugno, allora l'ora di Auckland è le 09:00 di giovedì 1º luglio)

Quando l'aggiustamento dovuto ai fusi orari determina un'ora che precede la mezzanotte, la data locale è spostata al giorno precedente. Alcuni esempi:
- Buenos Aires: UTC–3 (ovvero se sono le 02:00 UTC di sabato 23 luglio, allora l'ora di Buenos Aires sono le 23:00 di venerdì 22 luglio)
- Honolulu: UTC–10 (ovvero se sono le 06:00 UTC di lunedì 1º maggio, allora l'ora di Honolulu è le 20:00 di domenica 30 aprile)

Nota: L'aggiustamento del fuso orario per una specifica località può variare a causa dell'ora legale.
- Ad esempio, la Nuova Zelanda, che normalmente segue UTC+12, osserva un aggiustamento di un'ora dovuto all'ora legale durante l'estate dell'emisfero australe, risultando in un'ora locale di UTC+13.

I militari indicano i fusi orari usando designazioni a una singola lettera. La "Z" indica l'UTC, i fusi orari in avanti rispetto all'UTC utilizzano le lettere della prima metà dell'alfabeto latino, mentre quelli indietro rispetto all'UTC sono designati con la seconda metà. I fusi orari con una deviazione dall'UTC non intera usano la lettera dell'ora locale intera più vicina all'UTC, con l'aggiunta di * o †. La lettera "J" si riferisce all'ora locale. Non esistono territori abitati che adottino l'ora del fuso indicato dalla lettera "Y" (UTC-12), ma quel particolare fuso orario viene comunque riconosciuto per comodità o per l'utilizzo da parte dei ricercatori che risiedono temporaneamente nell'Isola Baker o nell'Isola Howland, entrambe disabitate.
La Repubblica Popolare della Cina, nonostante abbia un'estensione territoriale (da est a ovest) tale da comprendere ben cinque fusi orari diversi, ha scelto di adottare in tutto il Paese il fuso orario di Pechino (UTC+8). Questo comporta che attraversando il confine tra Cina e Afghanistan (UTC+4:30) si incontra una differenza di tre ore e trenta minuti.

### Orario ai poli
Per le regioni polari viene adottata convenzionalmente un'ora corrispondente a UTC per il Polo Nord e UTC+12 per il Polo Sud.

## Le origini

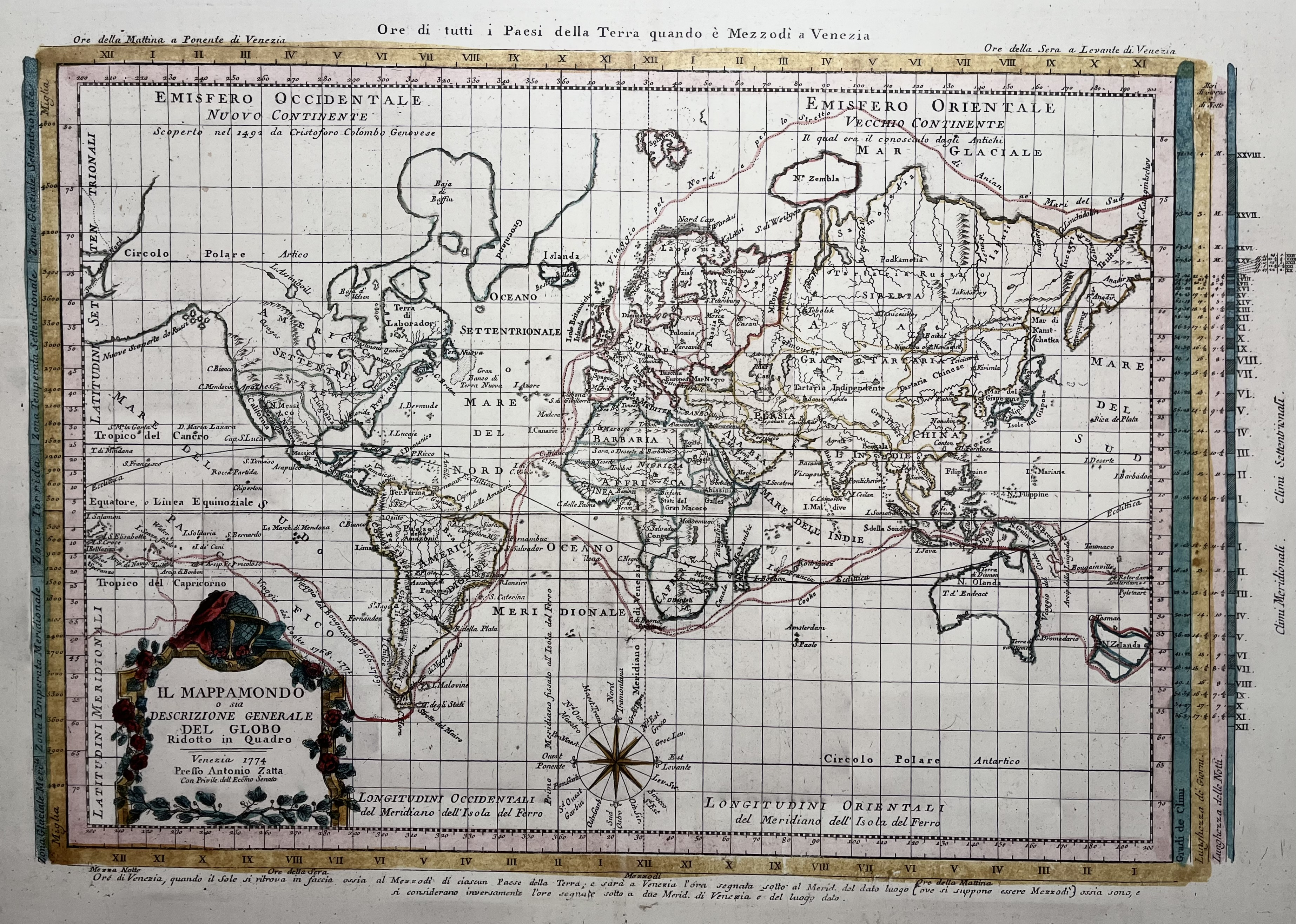
Planisfero pubblicato a Venezia nel 1774 da Antonio Zatta con l'indicazione delle ore del mondo quando a Venezia è mezzogiorno.

Nel 1774 l'editore veneziano Antonio Zatta pubblicò un planisfero dal titolo Il mappamondo o sia descrizione generale del globo ridotta in quadro; lungo la fascia dei meridiani erano indicate anche le 24 ore, una ogni 15 gradi come gli attuali fusi orari, sovrastate dal titolo: «Ore di tutti i Paesi della Terra quando è Mezzodì a Venezia». Questo è probabilmente il primo esempio di rappresentazione cartografica della distribuzione delle ore su un planisfero.
Fino a metà Ottocento il tempo era misurato nelle diverse località secondo un'ora locale legata al mezzogiorno e, di conseguenza, alla diversa longitudine. Data la bassa velocità di spostamento e la lunga durata dei viaggi, queste differenze di orario erano trascurabili. La crescente diffusione di telegrafi e treni rese però necessario un coordinamento delle diverse ore locali.
L'utilizzo di un orario uniforme nonostante la diversità di longitudine si verificò con l'adozione dell'orario di Londra (London Time) nelle tabelle orarie dei treni della Great Western Railway a partire dalla fine del 1840. Furono impiegati cronometri sincronizzati e portatili per superare la confusione derivante da tempi locali differenti tra le varie stazioni.
((EN) Great Western Railway, in Robinson's Railway Time & Fare Tables, 1842,  pp. 6-7.)
Dal 1º dicembre 1847 alcune linee ferroviarie (London and North-Western Railway) iniziarono a usare l'orario di Greenwich, seguendo la proposta di Henry Booth di adottare tale orario come tempo uniforme a partire dal gennaio 1848. Da agosto 1852 i segnali per le linee ferroviarie iniziarono a essere trasmessi dall'Osservatorio di Greenwich tramite le linee telegrafiche. Nel 1855 la maggior parte degli orologi pubblici in Gran Bretagna utilizzava già tale orario, che cominciò a essere denominato ora media di Greenwich, sebbene diventasse l'ora ufficiale solo nel 1880. Durante questo periodo alcuni orologi erano dotati di due minuti, uno per l'ora locale e l'altro per l'ora GMT.
L'esistenza di un tempo medio statale rese a sua volta evidente la necessità di un ulteriore coordinamento tra gli stati, stabilendo differenze di orario non in minuti, ma in ore intere.
Una prima descrizione dei fusi orari si deve a una pubblicazione in inglese, Miranda, di Quirico Filopanti nel 1858, ma la sua idea fu conosciuta solo molto tempo dopo la sua morte. Egli propose 24 fusi orari e anche un tempo universale da utilizzare in astronomia e telegrafi.
L'introduzione dei fusi orari è normalmente attribuita a Sandford Fleming, ingegnere capo delle ferrovie canadesi, che nel 1879 utilizzò tale sistema per rispondere alle necessità delle compagnie ferroviarie di avere un orario locale coerente tra le varie stazioni. Il 18 novembre 1883 le ferrovie degli Stati Uniti e del Canada furono le prime a istituire i fusi orari quando stabilirono quattro fusi orari continentali del Nord America.
Il sistema dei fusi orari fu discusso nel corso della Conferenza internazionale dei meridiani convocata a Washington nell'ottobre del 1884, a cui parteciparono 25 paesi tra i quali l'Italia. La Conferenza stabilì le regole generali del sistema che fu ufficialmente adottato come standard internazionale a partire dal 1º novembre.

### Italia
In Italia inizialmente venne introdotta un'ora ferroviaria per gli orari dei treni, ovvero l'ora della città principale da cui si diramava la linea. Le prime ore ferroviarie furono quelle di Napoli (Napoli-Portici) e Milano (Milano-Monza), mentre nel 1866 ne esistevano sei: Torino, Verona, Firenze, Roma, Napoli e Palermo.
Nel Regno d'Italia, dal 12 dicembre 1866 (inizio orario invernale), venne adottato il "tempo medio di Roma" per ferrovie, poste e telegrafi, con l'eccezione delle isole di Sicilia e di Sardegna, per le quali fu stabilito rispettivamente il tempo medio di Palermo e il tempo medio di Cagliari. Progressivamente il tempo medio di Roma venne adottato dalle singole città di propria iniziativa per tutti gli usi pubblici: Milano dal 12 dicembre 1866 (appena entrato in vigore), Torino e Bologna dal 1º gennaio 1867, Venezia solo dal 1º maggio 1880. Il tempo medio di Roma fu adottato anche in Sardegna (a Sassari dal 1872 e a Cagliari dal 1886), mentre in Sicilia fu mantenuto il tempo medio di Palermo fino all'introduzione del fuso orario dell'Europa Centrale.

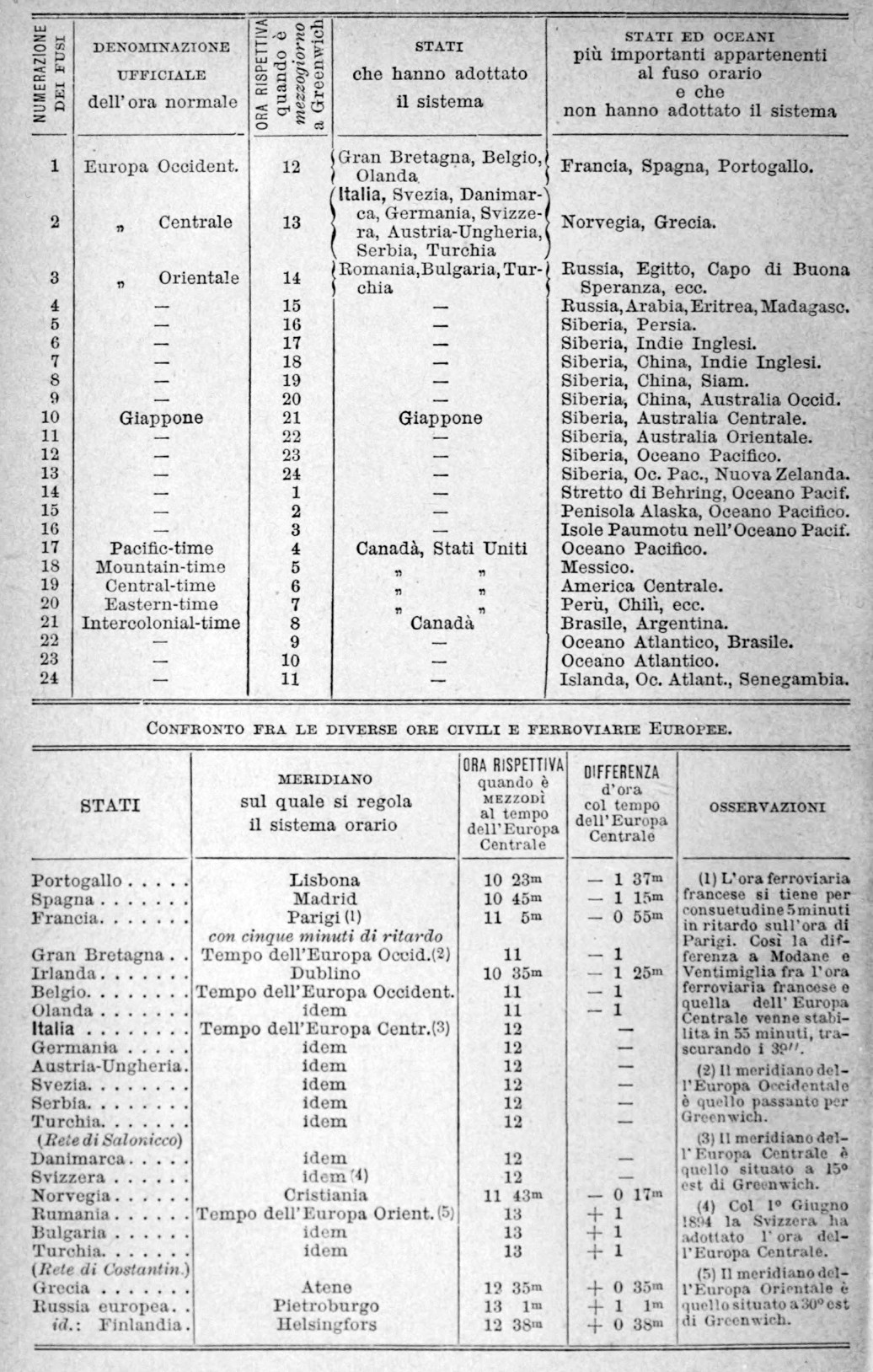
Situazione dei fusi orari e degli orari ferroviari nel 1896

A partire dal 1875 fu in modo particolare Enrico Frassi a promuovere l'adozione dei fusi orari a livello internazionale.
In Italia, dal 1º novembre 1893, venne adottato il fuso orario corrispondente a 15° Est da Greenwich,, in pratica centrato sul meridiano di Termoli–Etna.
Si riporta una tabella pubblicata nel 1892 per confrontare il tempo medio locale sia con il tempo medio di Roma sia con il tempo relativo al nuovo fuso orario. Le località sono ordinate da quelle più a ovest (segno negativo, con ritardo rispetto ai meridiani di riferimento) a quelle più a est (segno positivo, in anticipo).
| Luogo                                          | Differenza dal tempo | Differenza dal tempo |
| Luogo                                          | medio di Roma        | dell'Europa centrale |
| ---------------------------------------------- | -------------------- | -------------------- |
| Monte Thabor (estremità occidentale del Regno) | -23m 32s             | -33m 36s             |
| Torino                                         | -19m 09s             | -29m 13s             |
| Cagliari                                       | -13m 25s             | -23m 59s             |
| Milano                                         | -13m 09s             | -23m 13s             |
| Bologna                                        | -4m 54s              | -14m 58s             |
| Firenze                                        | -4m 31s              | -14m 35s             |
| Venezia                                        | -0m 30s              | -10m 34s             |
| Roma                                           | —                    | -10m 04s             |
| Palermo                                        | +3m 49s              | -6m 15s              |
| Napoli                                         | +7m 05s              | -2m 59s              |
| Termoli                                        | +10m 04s             | —                    |
| Catania                                        | +11m 01s             | +0m 57s              |
| Messina                                        | +12m 22s             | +2m 18s              |
| Bari                                           | +17m 32s             | +7m 28s              |
| Capo d'Otranto                                 | +24m 08s             | +14m 04s             |

## Lista dei fusi orari e delle zone in essi contenute

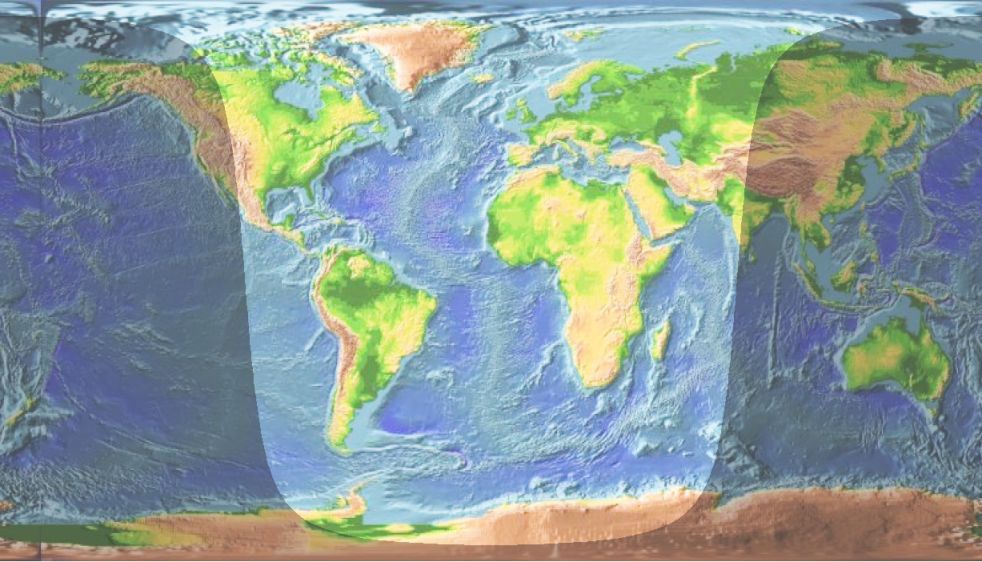
Carta dell'illuminazione solare (calcolata per le 13:00 UTC del 2 aprile 2005)

Le regioni segnate con * osservano l'ora legale aggiungendo 1 ora in estate. Si noti che l'orario di alcune regioni differisce di più di 24 ore. I due fusi orari più estremi differiscono di 26 ore quindi, per due ore al giorno, le date differiscono per due giorni.
| Zona                                               | Designazione militare | Territori |
| -------------------------------------------------- | --------------------- | --- |
| UTC-12                                             | Y                     | Isole Baker e Howland |
| UTC-11 (BEST – Bering Standard Time)               | X                     | Isola Jarvis, Isole Midway, Niue, Palmyra, Samoa Americane, Scoglio Kingman |
| UTC-10 (HST – Hawaii-Aleutian Standard Time)       | W                     | Atollo Johnston, Isole Cook, Polinesia francese (Isole della Società inclusa Tahiti, Isole Tuamotu, isole Tubuai), Stati Uniti (Hawaii, isole Aleutine dell'Alaska*) |
| UTC-9:30                                           | V†                    | Polinesia francese (isole Marchesi) |
| UTC-9 (AKST – Alaska Standard Time)                | V                     | Polinesia francese (isole Gambier), Stati Uniti (Alaska*) |
| UTC-8 (PST – Pacific Standard Time)                | U                     | Clipperton, Canada (Columbia Britannica*), Messico (Bassa California*), isole Pitcairn, Stati Uniti (California*, Idaho (settentrionale)*, Nevada* (esclusa West Wendover), Oregon (esclusa la contea di Malheur)*, stato di Washington*) |
| UTC-7 (MST – Mountain Standard Time)               | T                     | Canada (Yukon, Alberta*, Territori del Nord-Ovest*, Nunavut (montagne)* ), Messico (Bassa California del Sud, Chihuahua, Nayarit, Sinaloa, Sonora*), Stati Uniti (Arizona (lo stato del Navajo osserva l'ora legale), Colorado*, Idaho (meridionale)*, Montana*, Nebraska (occidentale)*, Nevada (West Wendover), Nuovo Messico*, Dakota del Nord (occidentale)*, Oregon (Contea Malheur)*, Dakota del Sud (occidentale)*, Texas* (occidentale), Utah*, Wyoming*) |
| UTC-6 (CST – Central Standard Time)                | S                     | Messico (Città del Messico, Cancún, Yucatán, Chiapas e altri stati non menzionati)*, Belize, Canada (Manitoba*, Nunavut (isola Southampton), Nunavut (centrale)*, Ontario (occidentale)*, Saskatchewan), Costa Rica, Ecuador (isole Galapagos), El Salvador, Guatemala, Honduras, Nicaragua, Stati Uniti (Alabama*, Arkansas*, Illinois*, Indiana*, Iowa*, Florida (occidentale)*, Kansas*, Kentucky (occidentale)*, Louisiana*, Minnesota*, Mississippi*, Missouri*, Nebraska (orientale)*, Dakota del Nord*, Oklahoma*, Dakota del Sud (orientale)*, Tennessee (centrale e occidentale)*, Texas* (centrale e orientale), Wisconsin*)                                           |
| UTC-5 (EST – Eastern Standard Time)                | R                     | Bahamas, Canada (Nunavut orientale*, Ontario*, Quebec*), Cile (Isola di Pasqua), Colombia, Cuba*, Ecuador, Giamaica, Haiti, Isole Cayman, isole Turks e Caicos*, Panama, Perù, Stati Uniti d'America (Connecticut*, Delaware*, Distretto di Columbia*, Florida (orientale e centrale)*, Georgia*, Indiana (gran parte dello stato), Kentucky (orientale e centrale)*, Maine*, Maryland*, Massachusetts*, Michigan*, New Hampshire*, New Jersey*, New York*, Carolina del Nord*, Ohio*, Pennsylvania*, Rhode Island*, Carolina del Sud*, Tennessee (orientale)*, Vermont*, Virginia*, Virginia Occidentale*)                                                                      |
| UTC-4 (AST – Atlantic Standard Time)               | Q                     | Anguilla, Antigua e Barbuda, Bermuda, Bolivia, Brasile (Amazonas, Mato Grosso*, Mato Grosso do Sul*, Pará (occidentale), Rondônia, Roraima), Caraibi olandesi, Cile (eccetto Isola di Pasqua e regione di Magellano e dell'Antartide Cilena), Canada (Labrador*, Nuovo Brunswick*, Nuova Scozia*, Isola del Principe Edoardo*), Dominica, Grenada, Guadalupa, Guyana, Isole Vergini, Martinica, Montserrat, Paraguay*, Porto Rico, Repubblica Dominicana, Saint Kitts e Nevis, Saint Vincent e Grenadine, Saint Lucia, Trinidad e Tobago, Venezuela |
| UTC-3:30 (NST – Newfoundland Standard Time)        | P†                    | Canada (Terranova*) |
| UTC-3                                              | P                     | Argentina, Brasile (Alagoas, Amapá, Bahia*, Ceará, Distretto Federale*, Espírito Santo*, Goiás*, Maranhão, Minas Gerais*, Pará, Paraíba, Paraná*, Pernambuco, Piauí, Rio de Janeiro*, Rio Grande do Norte, Rio Grande do Sul*, Santa Catarina*, San Paolo*, Sergipe, Tocantins*), Cile (regione di Magellano e dell'Antartide Cilena), Isole Falkland, Groenlandia, Guyana francese*, Saint-Pierre e Miquelon*, Suriname, Uruguay |
| UTC-2                                              | O                     | Brasile (Fernando de Noronha), Regno Unito (Georgia del Sud e Isole Sandwich Australi) |
| UTC-1                                              | N                     | Capo Verde, Azzorre* |
| UTC+0 (WET – West European Time)                   | Z                     | Burkina Faso, Isole Canarie* (Spagna), Costa d'Avorio, Gambia, Ghana, Guinea, Guinea-Bissau, Irlanda*, Islanda, Fær Øer*, Liberia, Mali, Mauritania, Polo nord, Portogallo*, Regno Unito*, Sant'Elena, São Tomé e Príncipe, Senegal, Sierra Leone, Togo |
| UTC+1 (CET – Central European Time)                | A                     | Albania*, Andorra*, Angola, Austria*, Belgio*, Benin, Bosnia ed Erzegovina*, Camerun, Ciad, Città del Vaticano*, Croazia*, Danimarca*, Francia*, Gabon, Germania*, Gibilterra*, Guinea Equatoriale, Italia*, isole Svalbard e Jan Mayen*, Libia, Liechtenstein*, Lussemburgo*, Macedonia del Nord*, Malta*, Marocco, Principato di Monaco*, Montenegro*, Niger, Nigeria, Norvegia*, Paesi Bassi*, Polonia*, Repubblica Ceca*, Repubblica Centrafricana, Repubblica del Congo, Repubblica Democratica del Congo (Kinshasa, Bandundu, province del Congo Centrale e dell'Equatore), San Marino*, Serbia*, Slovacchia*, Slovenia*, Spagna*, Svezia*, Svizzera*, Tunisia*, Ungheria* |
| UTC+2 (EET – East European Time)                   | B                     | Botswana, Bulgaria*, Burundi, Cipro* (compresa Cipro del Nord), Egitto*, Estonia*, Finlandia*, Giordania*, Grecia*, Israele*, Lettonia*, Lesotho, Libano*, Lituania*, Malawi, Moldavia*, Mozambico, Namibia, Palestina*, Repubblica Democratica del Congo (Kasai Occidentale, Kasai Orientale, Katanga, Kivu Nord, Kivu Sud, Maniema, Provincia Orientale), Romania*, Russia (Zona 1, compresa Kaliningrad), Ruanda, Siria*, Sudafrica, Sudan, eSwatini, Ucraina*, Zambia, Zimbabwe |
| UTC+3 (MSK – Moscow Time)                          | C                     | Arabia Saudita, Bahrein, Bielorussia*, Comore, Eritrea, Etiopia, Gibuti, Iraq*, Kenya, Kuwait, Madagascar, Mayotte, Qatar, Russia (Zona 2, include Mosca e San Pietroburgo; questo fuso orario si applica anche alle ferrovie di tutta la Russia), Somalia, Sudan del Sud, Tanzania, Turchia, Uganda, Yemen |
| UTC+3:30                                           | C†                    | Iran |
| UTC+4                                              | D                     | Armenia, Azerbaigian, Emirati Arabi Uniti, Georgia, Mauritius*, Oman, La Riunione, Russia (Zona 3), Seychelles |
| UTC+4:30                                           | D†                    | Afghanistan |
| UTC+5                                              | E                     | Kazakistan (Occidentale)*, Maldive, Pakistan, Russia (Zona 4, comprende Ekaterinburg e Perm'), Tagikistan, Turkmenistan, Uzbekistan |
| UTC+5:30 (IST – Indian Standard Time)              | E†                    | India, Sri Lanka |
| UTC+5:45                                           | E‡                    | Nepal |
| UTC+6                                              | F                     | Bangladesh, Bhutan, Kazakistan (orientale), Kirghizistan, Russia (Zona 5, comprende Omsk) |
| UTC+6:30                                           | F†                    | Birmania, Isole Cocos |
| UTC+7                                              | G                     | Cambogia, Indonesia (occidentale), isola di Natale (Australia), Laos, Russia (Zona 6, comprende Novosibirsk, Kemerovo, Krasnojarsk, Kyzyl), Thailandia, Vietnam |
| UTC+8 (AWST – Australian Western Standard Time)    | H                     | Australia (Australia Occidentale), Brunei, Cina (continentale), Filippine, Hong Kong, Indonesia (centrale), Macao, Malaysia, Mongolia, Russia (Zona 7), Singapore, Taiwan Si noti che l'intera Cina ha lo stesso orario, il che rende questo fuso orario eccezionalmente ampio. All'estremità occidentale della Cina il sole raggiunge lo zenit alle 15:00, all'estremità orientale alle 11:00. |
| UTC+8:45                                           | H‡                    | Eucla (Australia Occidentale) |
| UTC+9                                              | I                     | Corea del Sud (KST – Korean Standard Time), Corea del Nord (NKST – North Korean Standard Time), Giappone (JST – Japanese Standard Time), Indonesia (orientale), Palau, Russia (Zona 8, comprende Yakutsk), Timor Est |
| UTC+9:30 (ACST – Australian Central Standard Time) | I†                    | Australia (Broken Hill (Nuovo Galles del Sud); Territorio del Nord; Australia Meridionale*) |
| UTC+10 (AEST – Australian Eastern Standard Time)   | K                     | Gli Stati Uniti hanno designato ufficialmente questo fuso orario come Chamorro Standard Time. Australia (Territorio della Capitale Australiana*, Nuovo Galles del Sud* (eccetto Broken Hill), Queensland, Victoria*, Tasmania*), Guam, Isole Marianne Settentrionali, Papua Nuova Guinea, Russia (Zona 9, comprende Vladivostok), Stati Federati di Micronesia (Yap e Chuuk) |
| UTC+10:30                                          | K†                    | Australia (Isola di Lord Howe*) (ora legale solo 0:30) |
| UTC+11                                             | L                     | Isole Salomone, Nuova Caledonia, Russia (Zona 10), Stati Federati di Micronesia (Kosrae e Pohnpei), Vanuatu |
| UTC+12                                             | M                     | Figi*, isola di Wake, isole Marshall, Nauru, Nuova Zelanda*, Antartide, Russia (Zona 11), Tuvalu, Wallis e Futuna |
| UTC+12:45                                          | M‡                    | Nuova Zelanda (Isole Chatham*) |
| UTC+13                                             | M†                    | Kiribati, Tonga, Tokelau, Samoa |
| UTC+13:45, UTC+14                                  | M‡                    | Kiribati (Sporadi Equatoriali) |